# Fer (geslacht)
Fer is een geslacht van rechtvleugeligen uit de familie veldsprinkhanen (Acrididae). De wetenschappelijke naam van dit geslacht is voor het eerst geldig gepubliceerd in 1918 door Bolívar.

## Soorten
Het geslacht Fer omvat de volgende soorten:
- Fer bimaculiformis You & Li, 1983
- Fer coeruleipennis Bolívar, 1918
- Fer guangxiensis Jiang & Zheng, 1994
- Fer nigripennis Meng & Xie, 2007
- Fer nonmaculiformis Zheng, Lian & Xi, 1985
- Fer yunnanensis Huang & Xia, 1984